# The Genius of Ray Charles
The Genius of Ray Charles è un album discografico in studio del cantante e pianista statunitense Ray Charles, pubblicato dalla Atlantic Records nel 1959.

## Tracce
Parte 1
1. Let the Good Times Roll (Sam Theard, Fleecie Moore) – 2:53
2. It Had to Be You (Gus Kahn, Isham Jones) – 2:45
3. Alexander's Ragtime Band (Irving Berlin) – 2:53
4. Two Years of Torture (Percy Mayfield, Charles Joseph Morris) – 3:25
5. When Your Lover Has Gone (Einar Aaron Swan) – 2:51
6. 'Deed I Do (Walter Hirsch, Fred Rose) – 2:27

Parte 2
1. Just for a Thrill (Lil Hardin Armstrong, Don Raye) – 3:26
2. You Won't Let Me Go (Bud Allen, Buddy Johnson) – 3:22
3. Tell Me You'll Wait for Me (Charles Brown, Oscar Moore) – 3:25
4. Don't Let the Sun Catch You Cryin' (Joe Greene) – 3:46
5. Am I Blue? (Grant Clarke, Harry Akst) – 3:41
6. Come Rain or Come Shine (Johnny Mercer, Harold Arlen) – 3:42